# 格里斯沃爾德 (康乃狄克州)
格里斯沃爾德（英語：Griswold）是一個位於美國康乃狄克州新倫敦縣的城鎮。

## 地理
格里斯沃爾德的座標為41°35′04″N 71°55′16″W / 41.58444°N 71.92111°W，而該地的平均海拔高度為64米（即210英尺）。

## 人口
根據2010年美國人口普查的數據，格里斯沃爾德的面積為96.00平方千米，當中陸地面積為89.90平方千米，而水域面積為6.10平方千米。當地共有人口11951人，而人口密度為每平方千米124.49人。